# Poschacher Brauerei

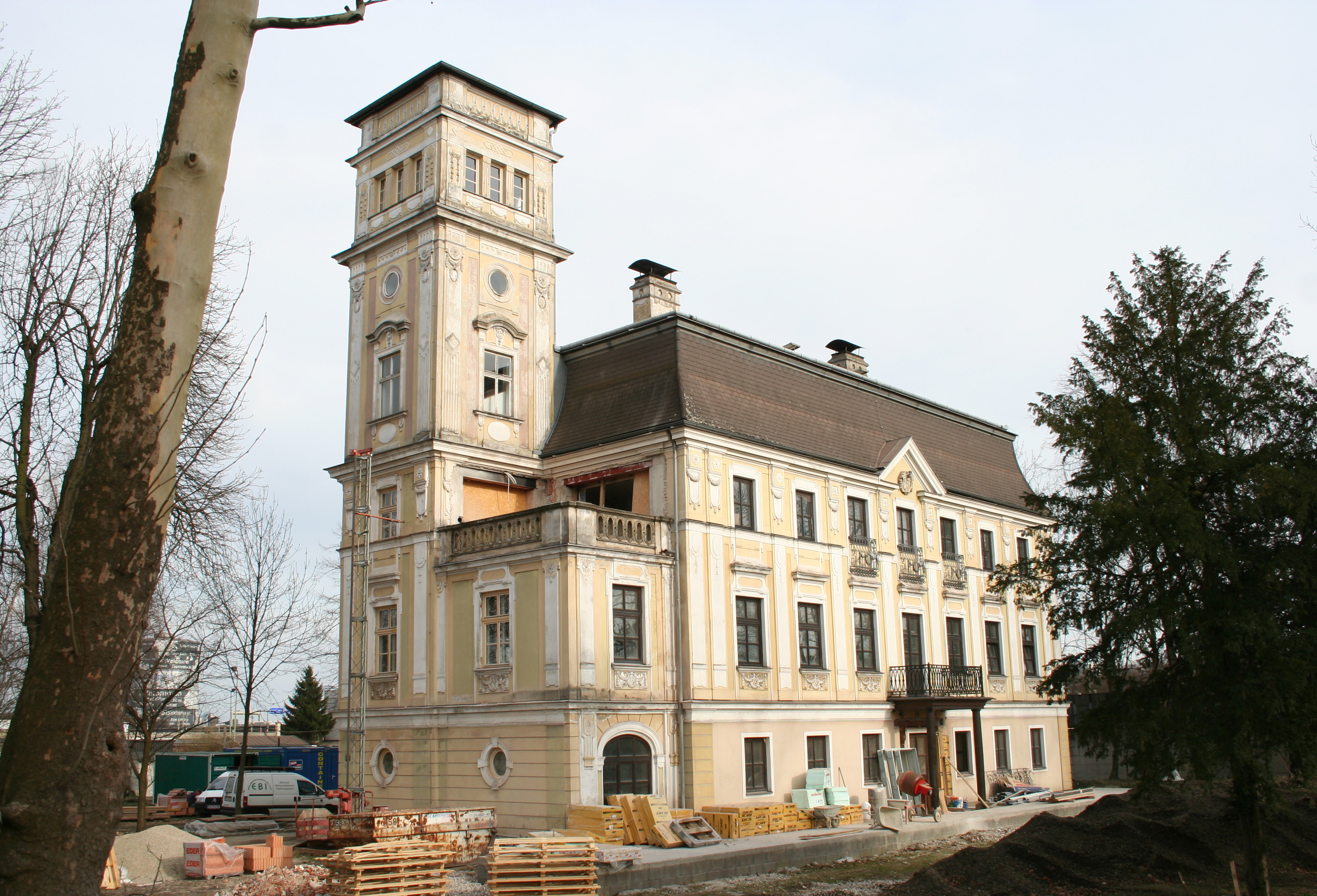
Poschacher Villa des Brauereibesitzers

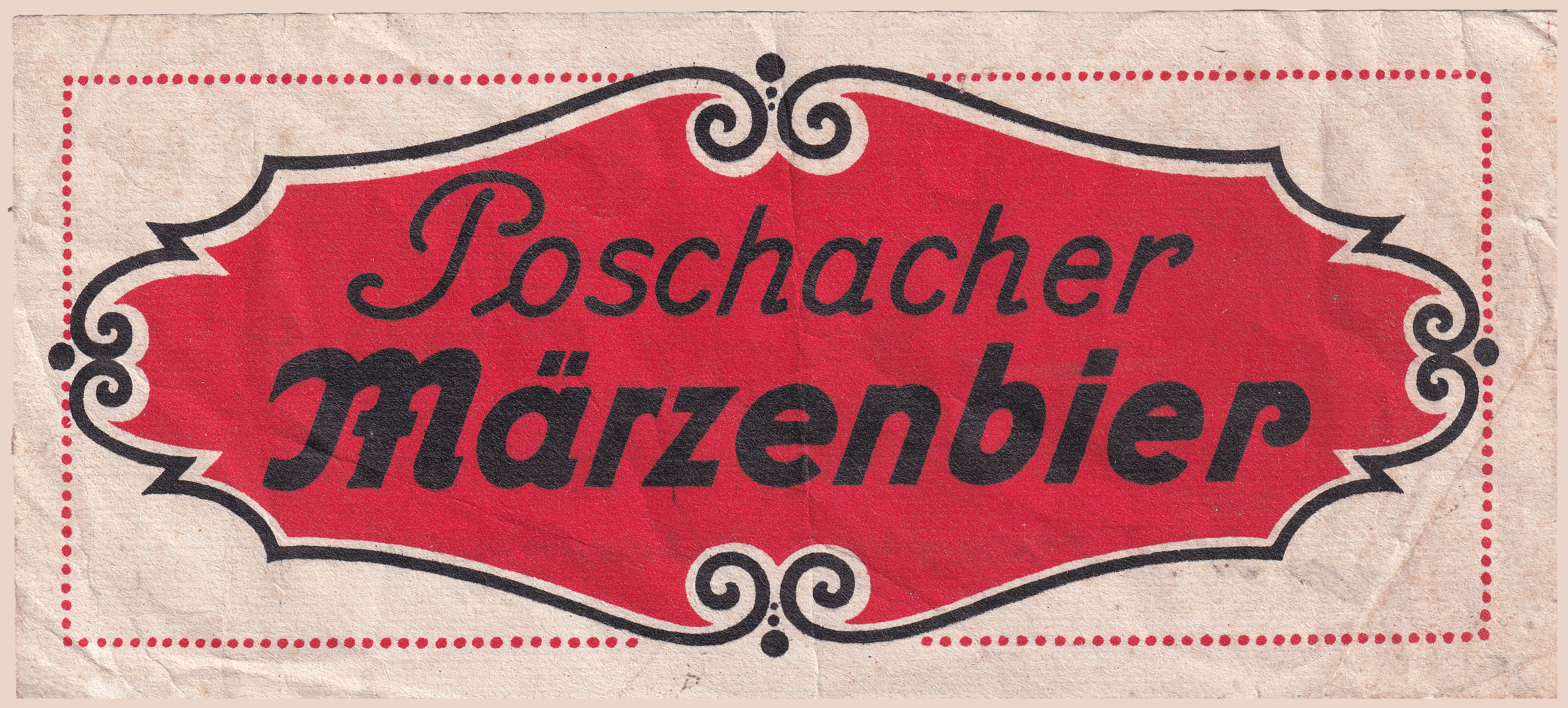
Poschacher Märzenbier, Etikett um 1925

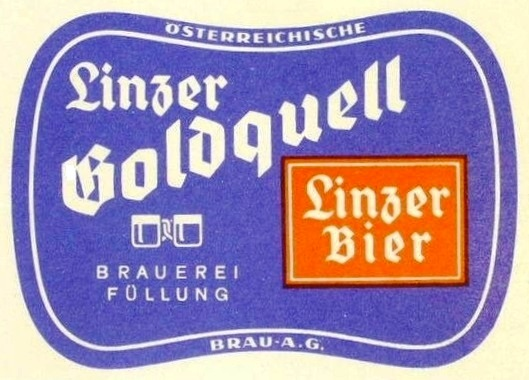
Bieretikett um 1960

Die Poschacher Brauerei war eine von 1836 bis 1981 in Linz, Oberösterreich betriebene Bierbrauerei. In ihr wurde unter anderem das Linzer Bier gebraut. 

## Geschichte
In der heutigen Poschacherstraße (damals Gemeinde Lustenau bei Linz) wurde 1836 durch den Ökonomiebesitzer und letzten Braumeister der Brauerei Lustenfelden Franz Lehner ein kleines Brauhaus gegründet. Wenig später verkaufte er es an den Großkaufmann Matthias Radler. 1854 erwarb Josef Poschacher diese Brauerei. Dieser ließ sie durch Baumeister Johann Rueff ausbauen und übernahm auch die Brauhäuser in Ebelsberg und Traun. Um 1900 betrug der jährliche Bierausstoß etwa 100.000 hl.
1904 wurde, bedingt durch die weitere Expansion, durch den Advokaten Carl Beurle eine Neugründung als Aktiengesellschaft durchgeführt. Als im Ersten Weltkrieg die Braugerste beschlagnahmt wurde, produzierte das Unternehmen statt Bier Sodawasser, Most, Fruchtsäfte und Marmeladen. Nach dem Zusammenschluss in der Braubank AG im Jahre 1921 beziehungsweise der Fusionierung zur Brau AG im Jahre 1925 erfolgten weitere Neubauten. Nach Schäden durch Bombentreffer im Zweiten Weltkrieg wurde der Braubetrieb bald wieder aufgenommen.
1981 stellte das Unternehmen den Braubetrieb in Linz ein und es verschwand damit die beliebte Marke Linzer Bier. 1987 erfolgte der Abbruch des Sudhauses und die Errichtung eines Bürogebäudes als Direktion der Brau Union, die es bis heute beherbergt.

## Wiederbelebung der MarkeLinzer Bier
2017 startete die Initiative Linzer-Bier-Wirte der Brau Union, wobei in elf Gasthäusern in Linz ein Linzer Bier ausgeschenkt wurde. Seit 2019 wird auch für den Handel ein Linzer Bier gebraut, das zuerst in der Brauerei Zipf hergestellt wurde. Seit April 2022 wird das Linzer Bier zum Teil auch im Kraftwerk der ehemaligen Tabakfabrik und damit wieder in Linz gebraut.